# George Godwin
George Godwin (1815-1888) fue un arquitecto y publicista inglés.

## Biografía
Nacido el 28 de enero de 1815, era hijo de un arquitecto. Fue autor de numerosos edificios públicos y particulares, entre los que se encontraron la iglesia de St Jude, en South Kensington (que construyó en colaboración con su hermano Henry Godwin), y la restauración de la iglesia de St Mary Redcliffe de Bristol. Fue conocido por su actividad como director, durante cuatro décadas, de la revista The Builder, así como por la publicación de numerosos textos sobre temas como arquitectura, arqueología, higiene y economía social. Entre sus publicaciones se encontraron títulos como The Churches of London (1839, 2 vol., junto con John Britton), History in Ruins (1853) y Another blow for life (1863). Falleció el 27 de enero de 1888.